# Blauwmolen
De Blauwmolen is een watermolen in de tot de Vlaams-Brabantse gemeente Holsbeek behorende plaats Nieuwrode, gelegen aan de Blauwmolenstraat 16.
Deze watermolen op de Winge van het type middenslagmolen fungeerde als korenmolen.

## Geschiedenis
De molen behoorde toe aan het Kasteel van Horst. Vanouds was de molen een wedemolen, waarin blauwsel voor de textielververij werd bereid. Wede werd in deze streken in de middeleeuwen veel verbouwd.
Al voor 1668 werd de molen omgebouwd tot korenmolen. In 1904 werd de molen herbouwd. In 1914 werd het waterrad verwijderd. Later werd, tot 1956, weer een waterrad aangebracht. In 1956 werd het molenhuis tot woning omgebouwd. De molenvijver werd in gebruik genomen als visvijver. In het molenhuis kwam een café, dat Visvijver Blauwmolen werd genoemd.

## Gebouw
Van belang is de overkapping van het voormalige rad welke een rieten zijwand bezit.